# Phialosporostilbe turbinata
Phialosporostilbe turbinata är en svampart som beskrevs av Mercado & J. Mena 1985. Phialosporostilbe turbinata ingår i släktet Phialosporostilbe, divisionen sporsäcksvampar och riket svampar.   Inga underarter finns listade i Catalogue of Life.